# Kamalakara
Kamalakara (1616, Bénarès - 1700), était un  astronome et un mathématicien indien, issu d'une famille d'astronomes. Son père était Nrsimha né en 1586. Deux des trois frères de Kamalakara étaient aussi astronomes et mathématiciens: Divakara, qui était l'aîné né en 1606, et Ranganatha qui était le plus jeune. 
Kamalakara a écrit le Siddhanta-tattva-viveka. Ce livre contient quelques résultats mathématiques intéressants. Kamalakara utilise les formules d'addition et de soustraction des fonctions sinus et cosinus pour donner les formules trigonométriques des sinus et cosinus des angles double, triple, quadruple et quintuple.